# فینال جام برندگان جام آسیا ۱۹۹۴
فینال جام برندگان جام آسیا ۹۴–۱۹۹۳ مسابقه فینال چهارمین دوره جام برندگان جام آسیا بود که در سال ۱۹۹۴ برگزار شد و تیم القادسیه عربستان به مقام قهرمانی دست یافت.

## مسابقه
| تیم ۱     | نتیجه نهایی | تیم ۲    | بازی رفت | بازی برگشت |
| --------- | ----------- | -------- | -------- | ---------- |
| چین جنوبی | ۲–۶         | القادسیه | ۲–۴      | ۰–۲        |

### بازی اول
| چین جنوبی | ۲ – ۴ | القادسیه |
| --------- | ----- | -------- |
|           |       |          |

### بازی دوم
| القادسیه | ۲ – ۰ | چین جنوبی |
| -------- | ----- | --------- |
|          |       |           |